# Göschitz
Göschitz é um município da Alemanha localizado no distrito de Saale-Orla, estado de Turíngia.
Pertence ao Verwaltungsgemeinschaft de Seenplatte.

## Demografia
Evolução da população (31 de dezembro):
| - 1994 - 282 - 1995 - 288 - 1996 - 292 - 1997 - 294 | - 1998 - 288 - 1999 - 287 - 2000 - 291 - 2001 - 284 | - 2002 - 291 - 2003 - 289 |

 Fonte: Thüringer Landesamt für Statistik